# Grambach
Grambach è una frazione di 2 268 abitanti del comune austriaco di Raaba-Grambach, nel distretto di Graz-Umgebung (Stiria). Già comune autonomo, il 1º gennaio 2015 è stato fuso con il comune di Raaba per costituire il nuovo comune mercato (Marktgemeinde).